# Paroster gibbi
Paroster gibbi är en skalbaggsart som beskrevs av Watts 1978. Paroster gibbi ingår i släktet Paroster och familjen dykare. Inga underarter finns listade i Catalogue of Life.